# Xã Conyngham, Quận Columbia, Pennsylvania
Xã Conyngham (tiếng Anh: Conyngham Township) là một xã thuộc quận Columbia, tiểu bang Pennsylvania, Hoa Kỳ. Năm 2010, dân số của xã này là 758 người.